# Korleone Young
Suntino Korleone Young (Wichita, Kansas, 31 de diciembre de 1978) es un exjugador de baloncesto estadounidense que jugó 3 partidos en la NBA, y posteriormente en diferentes equipos de Europa, China y Australia. Con 2,00 metros de estatura, jugaba en la posición de alero.

## Trayectoria deportiva

### High School
Comenzó su etapa de instituto en el high school de Wichita East, apuntándose en su último año a la Academia Militar de Hargrave, promediando en total 21,6 puntos y 10,7 rebotes por partido. En su última temporada participó en el prestigioso McDonald's All American Game.

### Profesional
Tras renunciar a la universidad y declararse elegible para jugar con los profesionales, el año del lookout, comenzando la temporada en enero y siendo incluido en la lista de lesionados durante dos meses, jugó apenas 3 partidos, en los que promedió 4,3 puntos y 1,3 rebotes por partido.
Tras ser despedido jugó con los Richmond Rhythm de la IBL y posteriormente con los Rockford Lightning de la CBA, donde promedió 12,8 puntos, 5,6 rebotes y 2,4 tapones por partido, siendo el mejor de la liga en este último apartado. De allí se marchó a la liga australiana, jugando en el Canberra Cannons, donde fue elegido mejor jugador de la pretemporada, pero que una lesión hizo que fuera sustituido por George Banks. Regresó a la CBA para jugar con los Sioux Falls Skyforce, para volver a cruzar el charco jugando en diferentes equipos de medio mundo, acabando su carrera en la liga china.

## Estadísticas de su carrera en la NBA

### Temporada regular
| Temporada | Edad | Equipo          | Liga | P | TIT | MIN | TC  | TCA | %TC  | 3P  | 3PA | %3P  | TL  | TLA | %TL   | R.OF. | R.DEF. | REB | ASIS | ROB | TAP | PER | FP  | PTS |
| 1998-99   | 20   | Detroit Pistons | NBA  | 3 | 0   | 5.0 | 1.7 | 3.3 | .500 | 0.3 | 1.3 | .250 | 0.7 | 0.7 | 1.000 | 0.7   | 0.7    | 1.3 | 0.3  | 0.0 | 0.0 | 0.3 | 1.0 | 4.3 |
| Total     |      |                 | NBA  | 3 | 0   | 5.0 | 1.7 | 3.3 | .500 | 0.3 | 1.3 | .250 | 0.7 | 0.7 | 1.000 | 0.7   | 0.7    | 1.3 | 0.3  | 0.0 | 0.0 | 0.3 | 1.0 | 4.3 |